# 우아한 가
《우아한 가》는 2019년 8월 21일부터 2019년 10월 17일까지 iHQ DRAMA(舊 드라맥스)와, MBN에서 방영된 MBN 수목 드라마 작품이다.

## 기획 의도
대한민국 상위 1% 재벌가에 숨겨진 은밀한 비밀과 거대한 기업의 부를 유지하기 위해서라면 수단과 방법을 가리지 않는 물밑의 킹메이커 오너리스크 팀의 이야기.

## 등장 인물

### 주요 인물
- 임수향 : 모석희 역(30대 초반) (아역 신수연) - MC그룹 외동딸. 왕표의 친딸. 철희와 재림의 의붓딸.
- 이장우 : 허윤도 역(30대 초반) (아역 김도엽) - MC그룹 TOP팀 변호사. 장수와 임순의 아들.
- 배종옥 : 한제국 역(50대 중반) - MC그룹 일가의 고문 변호사. 전직 판사출신.

### 주변 인물
- 정원중 : 모철희 역(60대 초반) - MC그룹 회장 완수,완준,서진의 아버지, 석희의 양아버지.
- 문희경 : 하영서 역(60대 초반) - 간호사 출신의 MC그룹 안주인 완수,완준의 어머니, 철희의 둘째부인이자 석희의 계모.
- 이규한 : 모완수 역(30대 후반) (아역 한창민) - MC그룹 장남. 철희와 영서의 장남
- 김진우 : 모완준 역(30대 중반) (아역 김도진) - MC그룹 차남, 철희와 영서의 차남. 그린 테크놀로지 대표이사.
- 공현주 : 백수진 역(30대 중반) - 고위 관료의 딸, 완준의 아내.
- 전진서 : 모서진 역(14세) - MC그룹 막내 아들.[1] 철희와 나리의 아들.

### 그 외 인물
- 전국환 : 모왕표 역(80대 후반) - 철희의 아버지이자, 재림의 前 시 아버지. 영서의 시 아버지. 완수·완준·서진의 할아버지. 석희의 친 아버지.
- 오승은 : 최나리 역(30대 후반) - 인기 절정의 여배우, 철희의 세 번째 여자이자 서진의 어머니.
- 박현숙 : 정윤숙 역(60세) - 모왕표 회장네 집사.
- 박혜나 : 안재림(40대 중반) - 죽은 철희의 첫 번째 아내, 화가. (특별출연)
  - 황민영 : 20대 미대생 젊은 시절의 안재림 역
- 손진환 : 윤 변호사(60대 중반) - 왕 회장의 심복, 왕 회장의 변호사.
- 박상면 : 허장수 역(50대 후반) - 윤도의 아버지.
- 조경숙 : 임순 역(50대 후반) - 윤도의 친모.
- 나인규 : 오 형사 역(40대 후반) - 강력계 형사.
- 장서경 : 고은지 역(30대 중반) - 윤도의 동네 친구.
- 김철기 : 윤상원 역(40대 초반) - 검사 출신, 'TOP' 법률 팀장.
- 권혁현 : 권준혁 역(30대 후반) - 특전사 출신, 'TOP' 경호 팀장.
- 박영린 : 황보주영 역(30대 중반) - 북한 해커 출신, ‘TOP’ 그룹 정보 보안 팀장.
- 정혜인 : 이경아 역(40대 초반) - 기자 출신, 'TOP'팀의 언론 홍보 팀장.
- 박철민 : 김부기 역(40대 중반) - 뉴스 패치 데스크 앵커.
- 김윤서 : 오광미 역(30대 중반) - 뉴스 패치 사진 기자.
- 정호빈 : 주형일 역(60대 초반) - 서울 중앙지검장, 태형의 아버지.
- 현우성 : 주태형 역(30대 후반) - 엘리트 검사, 서울 중앙지검장 형일의 아들.

## 촬영지
- 더리버
- 잭니클라우스 골프클럽
- 통큰갈비 원미점
- 비단빔 강남본점
- 구 장흥교도소
- 카페떼오
- 허밍벨라
- 아트센터 화이트 블럭
- 올프강 스테이크 하우스 청담

## 시청률
최저 시청률과 최고 시청률은 시청률 조사회사와 지역별로 시청률에 차이가 있을 수 있습니다.
| 2019년      | 2019년      | 2019년         | 2019년       |
| 회차        | 방송일      | AGB 시청률     | AGB 시청률   |
| 회차        | 방송일      | 대한민국(전국) | 서울(수도권) |
| ----------- | ----------- | -------------- | ------------ |
| 제1회       | 8월 21일    | 2.689%         |              |
| 제2회       | 8월 22일    | 1.828%         |              |
| 제3회       | 8월 28일    | 2.720%         |              |
| 제4회       | 8월 29일    | 2.899%         |              |
| 제5회       | 9월 4일     | 3.700%         | 3.408%       |
| 제6회       | 9월 5일     | 2.074%         |              |
| 제7회       | 9월 18일    | 4.322%         | 4.319%       |
| 제8회       | 9월 19일    | 3.653%         | 3.784%       |
| 제9회       | 9월 25일    | 5.205%         | 5.608%       |
| 제10회      | 9월 26일    | 5.284%         | 5.585%       |
| 제11회      | 10월 2일    | 7.125%         | 7.432%       |
| 제12회      | 10월 3일    | 6.556%         | 6.945%       |
| 제13회      | 10월 9일    | 7.316%         | 7.808%       |
| 제14회      | 10월 10일   | 6.974%         | 7.559%       |
| 제15회      | 10월 16일   | 7.981%         | 8.405%       |
| 제16회      | 10월 17일   | 8.478%         | 8.305%       |
| 평균 시청률 | 평균 시청률 | 4.925%         |              |

## 결방 사유
- 2019년 9월 11일, 9월 12일 : 추석 특집 〈송해야 고향가자〉 방송 편성으로 결방.

## 같이 보기
- 대한민국의 텔레비전 드라마 목록 (ㅇ)
- 2019년 대한민국의 텔레비전 드라마 목록